# Chrebet Moldotau
Chrebet Moldotau (ryska: Хребет Молдотау) är en bergskedja i Kirgizistan. Den ligger i den centrala delen av landet, 150 km söder om huvudstaden Bisjkek.